# (32354) 2000 QN119
2000 QN119 (asteroide 32354) é um asteroide da cintura principal. Possui uma excentricidade de 0.07072310 e uma inclinação de 9.46959º.
Este asteroide foi descoberto no dia 25 de agosto de 2000 por LINEAR em Socorro.